# خدوج الرصفية
خَدُّوج الرُّصفية واسمها خديجة بنت أحمد بن كلثوم المعافري، شاعرة عربية أندلسية مشهورة من مدينة رُصفَة الواقعة على الساحل الشرقي من تونس، وما زال فيها برج قديم يدعى باسمها. نبغت في الشعر والأدب في أوساط القرن الرابع للهجرة.

## قصة حبها مع أبي مروان
أحبت الشاعر أبو مروان عبد الملك بن زيادة الله وأحبها وكتب فيها شعرًا، فغضبوا إخوتها وفرقوا بينهما ثم قتلوه. أنشدت خديجة في ذلك: